# واچه شارافیان
واچه شارافیان (ارمنی: Վաչե Շարաֆյան؛ زادهٔ ۱۱ فوریهٔ ۱۹۶۶) آهنگساز و موسیقی‌دان اهل ارمنستان است.

## زندگی‌نامه
وی در ۱۱ فوریه ۱۹۶۶ در ایروان به دنیا آمد و در سال ۱۹۹۰ از کنسرواتوار دولتی کومیتاس ایروان فارغ‌التحصیل شد و از سال ۱۹۹۷ در آنجا نیز فعالیت می‌نماید. وی همچنین برندهٔ جوایزی همچون مدال موسس خورناتسی و مدال طلای وزارت فرهنگ جمهوری ارمنستان در سال ۲۰۱۷ شده‌است.